# Lycosa adusta
Lycosa adusta là một loài nhện trong họ Lycosidae.
Loài này thuộc chi Lycosa. Lycosa adusta được Richard C. Banks miêu tả năm 1898.